# Вигода (Лодзький-Східний повіт)
Вигода (пол. Wygoda) — село в Польщі, у гміні Бруйці Лодзький-Східного повіту Лодзинського воєводства.
Населення — 95 осіб (2011).
У 1975-1998 роках село належало до Лодзинського воєводства.

## Демографія
Демографічна структура станом на 31 березня 2011 року:
|          | Загалом | Допрацездатний вік | Працездатний вік | Постпрацездатний вік |
| -------- | ------- | ------------------ | ---------------- | -------------------- |
| Чоловіки | 45      | 7                  | 36               | 2                    |
| Жінки    | 50      | 9                  | 29               | 12                   |
| Разом    | 95      | 16                 | 65               | 14                   |